# Non so più cosa fare
Non so più cosa fare (с итал. — «Я не знаю, что делать») — песня итальянского певца и актёра Адриано Челентано из альбома Facciamo finta che sia vero.

## Описание
Песня была выпущена 2 декабря 2011 года, как второй сингл с альбома Facciamo finta che sia vero. Она сочинена испанским композитором Ману Чао, а исполнена квартетом — Адриано Челентано, Джулиано Санджорджи, Франко Баттиато и Лоренцо Джованотти.

Кадр из музыкального клипа

Вероятнее всего, песня была сочинена ещё в 2003 году, поскольку в официальном буклете альбома данная песня датирована именно 2003 годом, однако выпущена была уже в 2011 году.
Композиция имеет необычный ритмический разрыв. В середине композиции музыка затихает, после чего следует довольно продолжительный «spoken word», представляющий собой фрагмент из телевизионного шоу Rockpolitik, в котором Адриано Челентано вёл беседы на политические темы. После этого эпизода песня вновь обретает первоначальный характер.

### Музыкальное видео
11 декабря 2011 года вышел музыкальный клип на данную композицию. Его премьера состоялась в рамках шоу Che tempo che fa, гостьей которого в тот вечер была супруга Челентано, Клаудия Мори.

## Список композиций
1. «Non so più cosa fare» — 06:31.